# Palais des sports André-Brouat
Pour les articles homonymes, voir Palais des sports et Palais des sports de Toulouse.
Le palais des sports André-Brouat est une salle multi-sports ouverte en 2006 à Toulouse.
Il est construit à la place du précédent palais des sports, construit en 1983 mais qui a dû être rasé en conséquence de l'explosion d'AZF survenue le 21 septembre 2001.

## Caractéristiques
Il est principalement utilisé aujourd'hui pour accueillir des matches de volley-ball et de handball. Sa capacité maximale est de 4 397 spectateurs. 
Le toit du palais des sports est végétalisé,.
Le revêtement de base est un sol en PVC et est utilisé pour les matchs de volley-ball et de handball. En revanche, pour les matchs de basket-ball, les techniciens de la municipalité sont obligés de monter puis de démonter un parquet devant être joué sur un parquet.

## Utilisation

### Clubs résidents
Fenix Toulouse Handball (championnat de France masculin de handball), Spacer's Toulouse Volley (championnat de France masculin de volley-ball) et UJS Toulouse (championnat de France de futsal) occupent actuellement la salle. Avant sa dissolution, la section futsal du Toulouse MFC y a aussi évolué.
Installés au gymnase Compans-Caffarelli (également appelé petit palais des sports), les deux clubs professionnels de basket délocalisent quelques matches au "grand" palais des sports attenant et dont la salle de réception est commune. Ainsi le Toulouse Métropole Basket y a reçu le Tango Bourges Basket en février 2015 alors que le Stade Toulousain Basket y a battu C'Chartres Basket le 16 février 2024 et Angers le 14 novembre 2024 en présence de Bigflo et Oli. Le 6 mai 2025 il y recevra le mythique club de Berck pour son dernier match de la saison à domicile.

### Manifestations
En 2008 et 2009, le palais des sports accueille le Masters France de tennis. Avant l'explosion d'AZF, le tournoi de tennis de Toulouse, un événement inscrit au calendrier ATP, avait lieu dans l'ancien palais des sports mais ce tournoi avait alors été ré-attribué à Metz.
Le championnat du monde féminin de basket-ball des moins de 17 ans 2010 a lieu à Toulouse et Rodez du 16 au 25 juillet 2012. Le palais des sports André-Brouat accueille un des deux groupes préliminaires et la phase finale.
Le Final Four de la Coupe de la Ligue masculine de handball 2012-2013 s'y déroule les 8 et 9 décembre 2012. Le Dunkerque Handball Grand Littoral s'impose en finale contre Nantes.
En juillet 2014, il accueille le championnat du monde de roller in line hockey.
Les équipes de France de basket-ball, de handball, de volley-ball ou de futsal y jouent occasionnellement des matchs.

## Environnement et accès

### Situation
L'édifice se situe au cœur de Toulouse, à proximité du Jardin japonais et du Canal du Midi.

### Desserte en transports

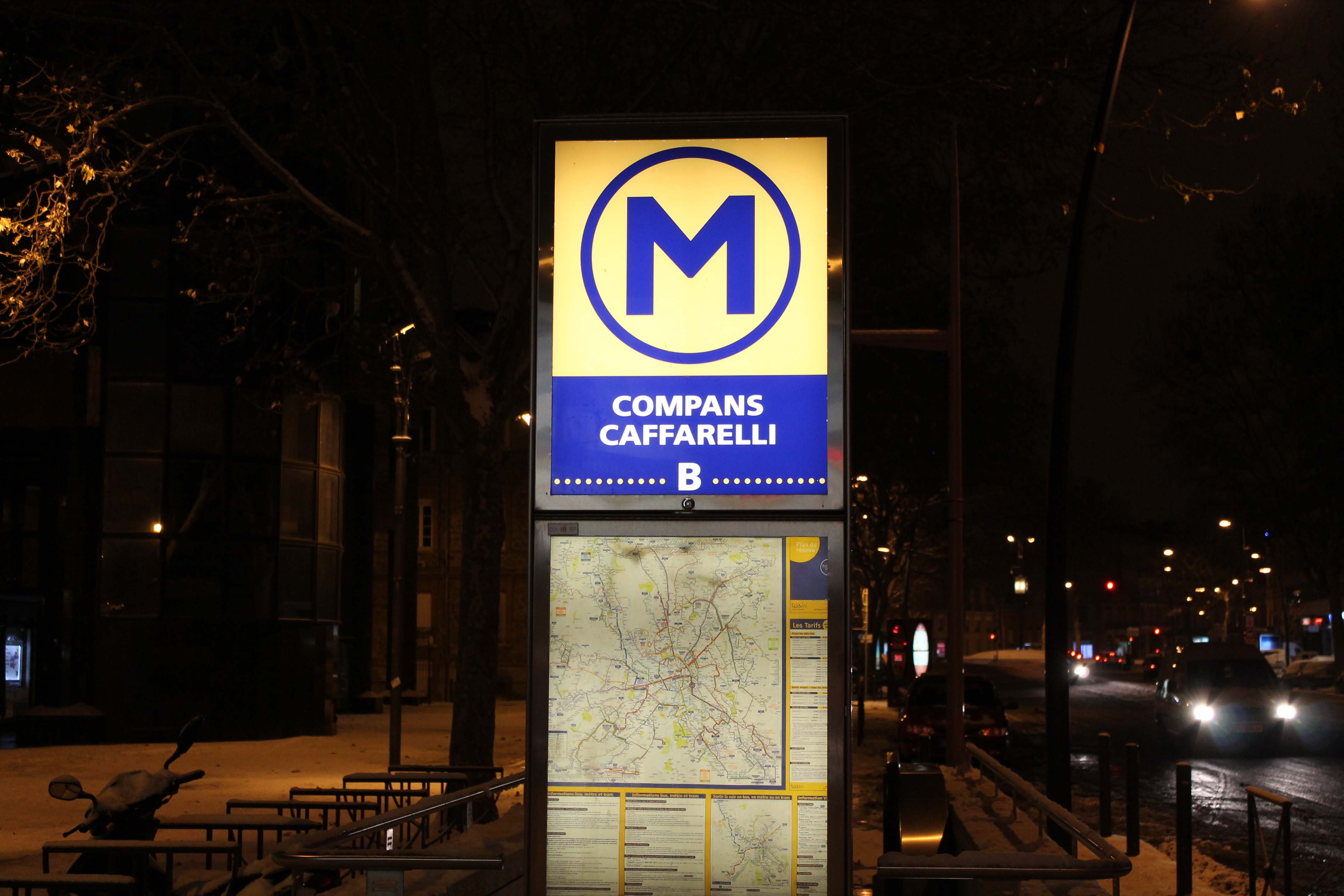
Station Compans-Caffarelli du métro de la ville.

Le Palais des sports André-Brouat est accessible en transport en commun et notamment en bus, métro et train. Il est desservi par le réseau de bus de Tisséo.
Depuis l'inauguration de la Ligne B du métro de Toulouse en 2007, les spectateurs peuvent se rendre au stade depuis la station Compans-Caffarelli. Cette ligne relie le nord de l'agglomération toulousaine au sud de celle-ci.
La gare de Toulouse-Matabiau, située à environ 1,6 km du stade, fait partie du réseau de transport ferroviaire exploité par la Société nationale des chemins de fer français (SNCF).
En voiture, le stade est accessible depuis le périphérique par la sortie numéro 30.